# Rand (Topologie)

Ein Gebiet (hellblau) und sein Rand (dunkelblau).

Im mathematischen Teilgebiet der Topologie ist der Begriff Rand eine Abstraktion der anschaulichen Vorstellung einer Begrenzung eines Bereiches.

## Definition
Der Rand einer Teilmenge {\displaystyle U} eines topologischen Raumes {\displaystyle X}  ist die Differenzmenge zwischen Abschluss und Innerem von {\displaystyle U}. Der Rand einer Menge {\displaystyle U} wird üblicherweise mit {\displaystyle \partial U} bezeichnet, also:
(*) {\displaystyle \partial U={\overline {U}}\setminus U^{\circ }={\overline {U}}\cap {\overline {(X\setminus U)}}}.
Die Punkte aus {\displaystyle \partial U} werden Randpunkte genannt.

## Erläuterung
Jeder Randpunkt von {\displaystyle U} ist auch Berührungspunkt von {\displaystyle U} und jeder Berührungspunkt von {\displaystyle U} ist Element von {\displaystyle U} oder Randpunkt von {\displaystyle U}. Die Berührungspunkte von {\displaystyle U} zusammen bilden den Abschluss von {\displaystyle U}. Es ist also
(**) {\displaystyle {\overline {U}}=U\cup \partial U\,.}
Zu jeder Teilmenge {\displaystyle U\subseteq X} zerfällt der topologische Raum {\displaystyle X} in das Innere von {\displaystyle U}, den Rand von {\displaystyle U} und das Äußere von {\displaystyle U}:
{\displaystyle X=U^{\circ }\;{\dot {\cup }}\;\partial U\;{\dot {\cup }}\;({X\setminus U})^{\circ }\,.}

## Abgrenzung
Sowohl in der algebraischen Topologie als auch in der Theorie der berandeten Mannigfaltigkeiten gibt es Begriffe von „Rand“, die mit dem hier behandelten Randbegriff der mengentheoretischen Topologie verwandt sind, aber mit diesem (und untereinander) nicht übereinstimmen.

## Eigenschaften
- Der Rand einer Menge ist stets abgeschlossen.
- Der Rand einer Menge {\displaystyle U} besteht genau aus den Punkten, für die gilt, dass jede ihrer Umgebungen sowohl Punkte aus {\displaystyle U} als auch Punkte, die nicht in {\displaystyle U} liegen, enthält.
- Der Rand einer Menge ist stets gleich dem Rand ihres Komplements.
- Der Rand einer Menge ist der Schnitt des Abschlusses der Menge mit dem Abschluss ihres Komplementes.
- Eine Menge ist genau dann abgeschlossen, wenn sie ihren Rand enthält.
- Eine Menge ist genau dann offen, wenn sie zu ihrem Rand disjunkt ist.
- Eine Menge ist genau dann offen und abgeschlossen, wenn ihr Rand leer ist.
- Es seien {\displaystyle X} ein topologischer Raum, {\displaystyle Y\subseteq X} eine offene Teilmenge mit der Teilraumtopologie und {\displaystyle U\subseteq X} eine Teilmenge. Dann ist der Rand von {\displaystyle Y\cap U} in {\displaystyle Y} gleich dem Schnitt von {\displaystyle Y} mit dem Rand von {\displaystyle U} in {\displaystyle X}. Lässt man die Voraussetzung der Offenheit von {\displaystyle Y} fallen, so gilt die entsprechende Aussage im Allgemeinen nicht, selbst wenn {\displaystyle U\subseteq Y} ist. Im Beispiel {\displaystyle X=\mathbb {R} }, {\displaystyle U=Y=\{0\}} ist auch {\displaystyle Y\cap U=\{0\}}, und diese Menge besitzt in {\displaystyle Y=\{0\}} gar keinen Rand, obgleich sie in {\displaystyle X} mit diesem identisch ist.

## Beispiele
- Ist {\displaystyle U} eine offene oder abgeschlossene Kreisscheibe in der Ebene {\displaystyle \mathbb {R} ^{2}}, so ist der Rand von {\displaystyle U} die zugehörige Kreislinie.
- Der Rand von {\displaystyle \mathbb {Q} } als Teilmenge von {\displaystyle \mathbb {R} } ist ganz {\displaystyle \mathbb {R} }.

## Randaxiome
Für einen topologischen Raum {\displaystyle X} ist das Bilden des Randes ein Mengenoperator auf {\displaystyle {\mathcal {P}}(X)=\{U\mid U\subseteq X\}}, der Potenzmenge von {\displaystyle X}. Dieser erfüllt für {\displaystyle U\subseteq X} und {\displaystyle V\subseteq X}  stets die folgenden vier Regeln, die sogenannten Randaxiome:
(R1)   {\displaystyle U\cap V\cap \partial (U\cap V)=U\cap V\cap (\partial U\cup \partial V)}
(R2)   {\displaystyle \partial U=\partial (X\setminus U)}
(R3)   {\displaystyle \partial {\partial U}\subseteq \partial U}
(R4)   {\displaystyle \partial {\emptyset }=\emptyset }
Durch die vier Regeln (R1) - (R4) ist die Struktur des topologischen Raum {\displaystyle X} eindeutig festgelegt. Der mittels (**) gegebene Mengenoperator auf {\displaystyle {\mathcal {P}}(X)} ist ein Abschlussoperator im Sinne der Kuratowskischen Hüllenaxiome und so in Verbindung mit (*) umkehrbar eindeutig mit dem Randoperator {\displaystyle U\mapsto \partial U} verknüpft.
Dabei gilt für das Mengensystem {\displaystyle {\mathcal {\tau }}(X)}, also die Menge der offenen Mengen von {\displaystyle X}:
{\displaystyle {\mathcal {\tau }}(X)=\{U\subseteq X\mid {U\cap \partial U}=\emptyset \}}